# مطبخ بلغاري

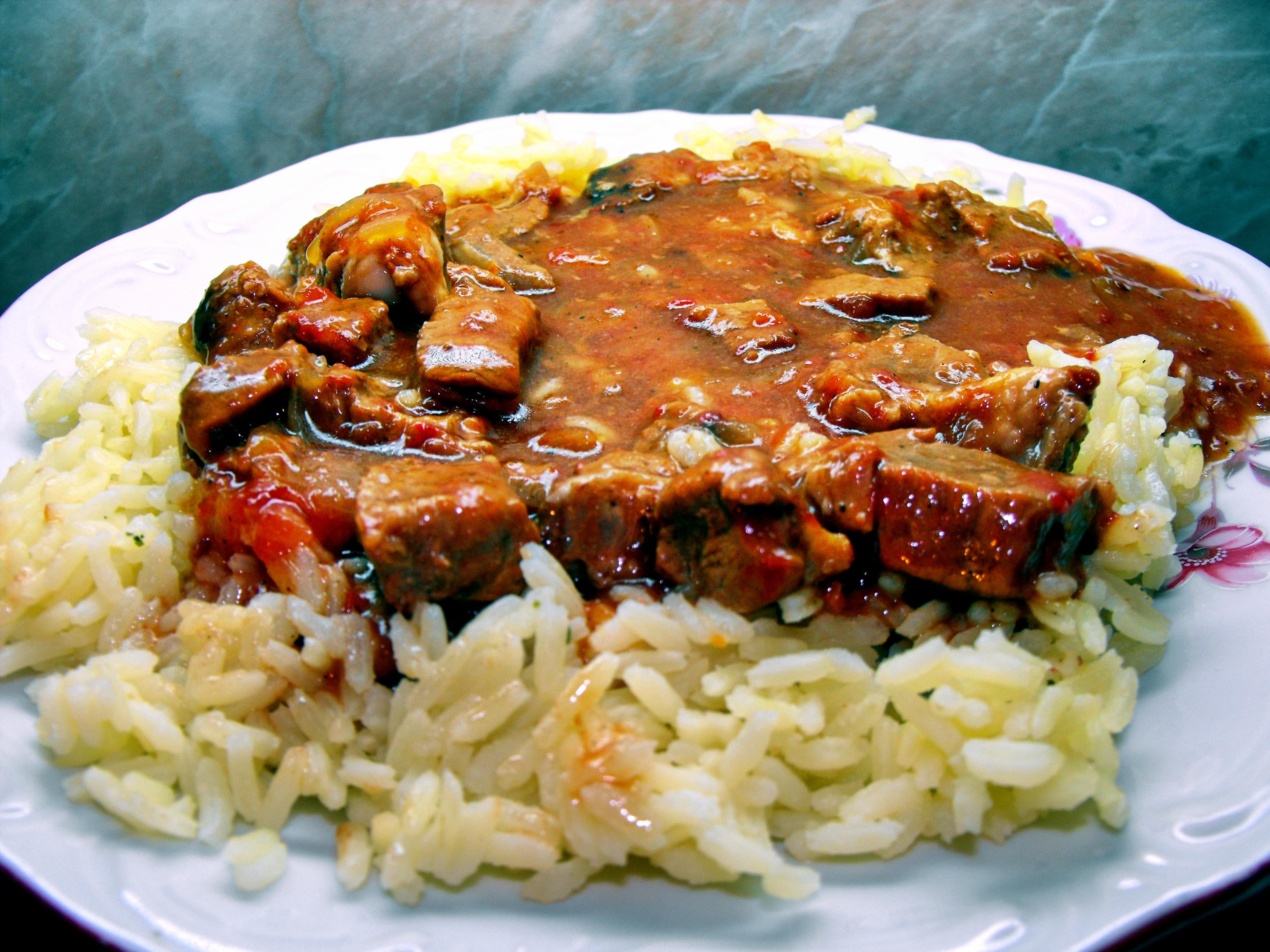
كباب بلغاري مع الأرز

يعد المطبخ البلغاري جزءًا من مطبخ أوروبا الشرقية ، ويشترك في بعض الخصائص مع مطابخ البلقان الأخرى. تتنوع تقاليد الطبخ البلغاري بسبب العوامل الجغرافية مثل الظروف المناخية المناسبة لمجموعة متنوعة من الخضروات والأعشاب والفواكه. بالإضافة إلى تنوع الأطباق البلغارية المحلية، يشترك المطبخ البلغاري في عدد من الأطباق مع الدول المجاورة له، وخاصة مع المطبخ التركي واليوناني. 
يظهر في المطبخ البلغاري مساهمة كبيرة من المطبخ العثماني، وبالتالي يشترك في عدد من الأطباق مع المطبخ الشرق الأوسط، بما في ذلك المسقعة، والجيوفيتش ، والكفتة، والبقلاوة، والعيران ، وشيش كباب.   يشتمل الطعام البلغاري في كثير من الأحيان على السلطات كمقبلات، كما يشتهر أيضًا بمنتجات الألبان والنبيذ والمشروبات الكحولية الأخرى مثل الراكيا . ويتميز المطبخ أيضًا بمجموعة متنوعة من الحساء ، مثل حساء الجاجيك البارد، والمعجنات، مثل البانيتسا المصنوعة من رقائق العجين ، وخبز البيتا المشابه للخبز العربي وأنواع مختلفة من البوريك .
تتكون الأطباق الرئيسية عادةً من الحساء الذي يتكون أساسًا على الماء، ويكون إما نباتيًا أو مع لحم الضأن أو لحم الماعز أو لحم العجل أو الدجاج أو لحم الخنزير ، فيما يشيع الشي في إعداد الأطباق وخاصة لعدة أنواع من نقانق، لا يشيع إعداد الأطباق مقلية في المطبخ البلغاري. أما لحم الخنزير فهو شائع، وغالباً ما يُخلط مع لحم العجل أو لحم الضأن، على الرغم من استخدام السمك والدجاج على نطاق واسع أيضًا. في حين يتم تربية معظم الماشية لإنتاج الحليب وليس اللحوم، فإن لحم العجل يحظى بشعبية كبيرة في الشي لإعداد المقبلات وفي بعض الأطباق الرئيسة. تعد بلغاريا مصدرًا رئيسًا للحوم الضأن، لذلك فإن استخدام الشعب البلغاري لها ملحوظ وخاصة في فصل الربيع.
على غرار ثقافات البلقان الأخرى، فإن نصيب الفرد من استهلاك الزبادي لدى البلغاريين تقليديًا أعلى من باقي الدول الأوروبية. وتشتهر البلاد بأنها الاسم التاريخي الذي يحمل اسم الملبنة البلغارية (وهي كائن حي دقيق مسؤول بشكل أساسي عن إعداد الألبان وتجبين الحليب) كما أن الجبن الأبيض المالح (сиренене) وهو جبن أبيض مالح يشبه الفيتا هو أيضًا مكون شائع يستخدم في السلطات ومجموعة متنوعة من المعجنات.
غالبًا ما يتم الاحتفال بالأعياد بالتزامن مع وجبات معينة. ففي ليلة عيد الميلاد، على سبيل المثال، تقتضي التقاليد تناول الفلفل المحشي النباتي وأوراق الملفوف الصرمي. وعادةً ما تتضمن ليلة رأس السنة الجديدة أطباق الملفوف، بينما يتضمن الاحتفال بيوم القديس نيقولاوس (يوم القديس نيقولاوس، 6 ديسمبر) السمك (عادةً سمك الشبوط)، بينما يتم الاحتفال عادةً بيوم القديس جاورجيوس (يوم القديس جورج، 6 مايو) بلحم الضأن المشوي.

## الأطعمة البلغارية التقليدية

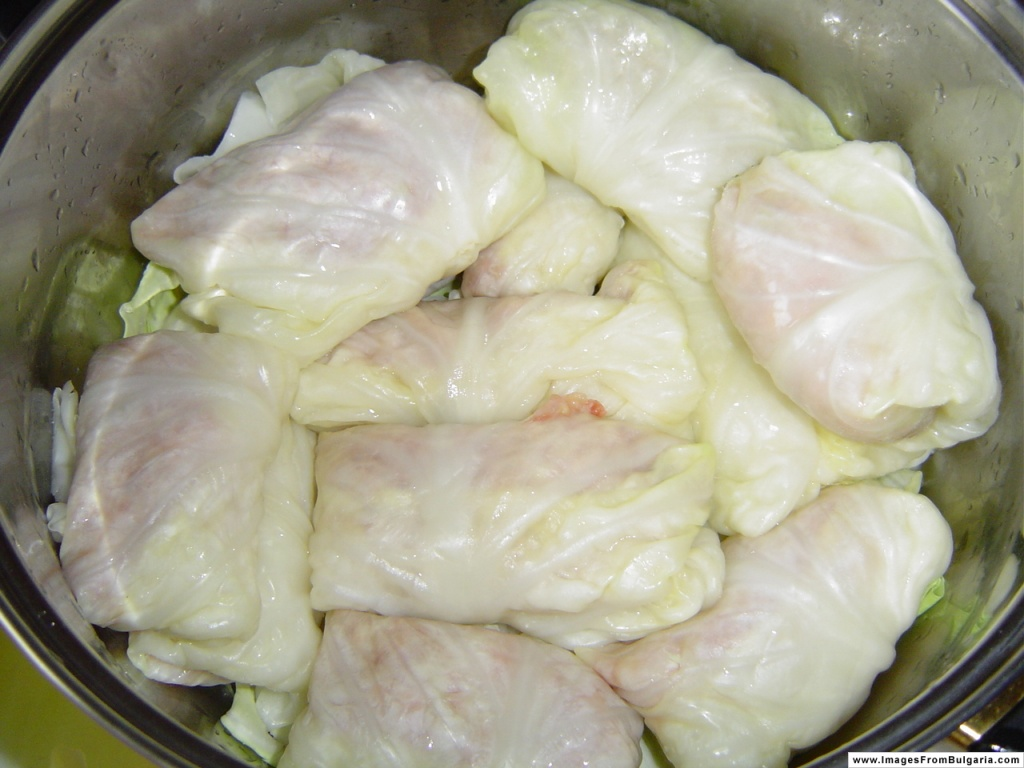
الصارمي ، طبق تقليدي في ليلة عيد الميلاد في بلغاريا

### وجبة إفطار بلغارية
- بانيتسا – معجنات مخبوزة مصنوعة من حشو متعدد الطبقات ورقائق العجين . هناك العديد من الأصناف بأسماء مختلفة، ويمكن القول أن أشهرها هو الصنف الذي يحتوي على البيض، وجبن السيريني والزبادي.
- بوريك – معجنات محشوة مصنوعة من طبقات من رقائق العجين .
- توتمانيك – يشبه الخبز العربي وهو مصنوع من عجينة مكونة من الطحين والخميرة والحليب، ولكن مع الجبن الأبيض.
- ميلينكي (مفردها ميلينكا ) – نوع من المعجنات المصنوعة من الخبز مع البيض وجبن السيريني
- الأميرة باللحم المفروم – شطيرة مخبوزة مفتوحة الوجه باللحم المفروم، ويضاف إليها الجبن الأصفر على الوجه أحيانا.
- الأميرة بالجبنة الصفراء – شطيرة مخبوزة مفتوحة الوجه ذات جبن أصفر على الوجه.
- الأميرة بالبيض والجبن – شطائر مخبوزة مفتوحة الوجه مع خليط من البيض وجبن السيريني على الوجه.
- مكتسي (مفردها: مكتسة) - عجينة مقلية، تقدم عادة مع المربى أو العسل أو السيرين أو مدقوق السكر
- خبز فرنسي محمص (Purjena filia) – خبز مغموس في البيض والحليب (إما حليب البقر أو الزبادي) ومقلي في الزيت
- دونات كازانلاك – نوع خاص من الدونات، من بلدة كازانلاك
- بوهتي (مفردها: بوهتا) - كرات عجين مقلية، غالبًا ما تقدم مع المربى أو العسل أو السيرين
- لانجيدي (مفردها: لانجيدا ) - تشبه إلى حد ما الفطائر على الطريقة الأمريكية، فهي طرية وممتلئة بالبيض
- بالاتشينكي (مفردها: بالاتشينكا ) - فطائر على الطريقة البلغارية أرق من الفطائر الأمريكية وأحيانًا تكون ملفوفة حول بعض الحشو
- كاتمي (مفردها: كاتما ) - نوع آخر من الفطائر البلغارية، وهي أكبر حجمًا وأكثر سمكًا ويتم لفها حول الحشو
- ببارة - يمكن صنعه من كعك البقسماط أو الخبز أو الكوزوناك مع الشاي، أو الحليب، أو اللبن الرائب، يختلف هذا الطبق تمامًا عن وجبات الإفطار البلغارية الأخرى، وكان شائعًا جدًا خلال القرن العشرين، ويتذكره العديد من البلغاريين بحنين إلى الطفولة.

### اللحوم الباردة
- ستاريتس بانسكي (أيضًا بانسكي ستاريتس ) – سجق حار، موطنه الأصلي منطقة بانسكو
- ساق لحم الغزال - سجق لحم خنزير مملح ومقدد بالهواء، متبل بالأعشاب [7]
- لوكانكا – سلامي حار من لحم البقر المفروم ولحم الخنزير
- البسطرمة – سجق لحم بقري حار؛ نوع من اللحوم المجففة الأناضولية.
- السجق - سجق مسطح أحمر داكن اللون، شائع في البلقان وشرق البحر الأبيض المتوسط وشمال إفريقيا

### الحساء واليخنات
- طرطور – حساء بارد من الخيار والثوم والزبادي والشبت [8]
- شوربة الخضار – مع مجموعة متنوعة من الخضار الطازجة والبطاطس [9]
- حساء نبات القراص – مع الأرز والسيرين
- شوربة السبانخ – مع جبن السريني والبيض
- بوب تشوربا – حساء الفاصوليا الحارة
- شوربة العدس – شوربة العدس البني
- شوربة الفطر – مع فطر الغابة [9]
- شوربة الدجاج – مصنوعة من الشعيرية والبطاطس والخضروات
- تيليشكو فارينو – لحم عجل مسلوق وبطاطس وخضروات في مرق
- ريبينا كوربا – حساء السمك الحار التقليدي، المصنوع من الزعتر والحبهان الطازج
- شوربة توبشيتا – شوربة كرات اللحم البلغارية السميكة بصفار البيض والزبادي
- حساء لحم الضأن – مصنوع من لحوم أعضاء الضأن
- كربنة شوربة – لحم الضأن وأحشاء الضأن والبيض والخضروات
- شوربة شكيمبي – حساء حار مصنوع من الكرشة ، يشتهر في بلغاريا بأنه " علاج للصداع الناتج عن الإفراط في تناول الكحول"
- الباشا – حساء حامض من لحم الخنزير، مع مكونات حامضة مثل المخللات، أو الفاكهة المرّة، أو الخل في المرق [9]
- جيوفتش – حساء خضروات حار مع خضروات وأحيانًا أنواع مختلفة من اللحوم، غالبًا ما يتم طهيه في وعاء من الطين
- سميليانسكي فاسول – يخنة فول سميليان
- يخنة البطاطس

- الطرطور هو حساء بارد مصنوع من الزبادي والماء والخيار المفروم والشبت والثوم وعباد الشمس أو زيت الزيتون.
- حساء توبشيتا
- شوربة الكرشة
- تيليشكو فارينو، حساء بلغاري تقليدي

### السلطات
- سلطة الراعي – سلطة مفرومة يضاف إليها البيض المبشور والفطر وأحيانًا لحم الخنزير
- سلطة روسية – سلطة مع البطاطس والجزر والخيار المخلل واللحم المقدد والمايونيز [10]
- سلطة مقطعة – سلطة شائعة من الخيار المفروم والبصل والفلفل والطماطم مع الجبن الأبيض
- سنيزانكا (" سلطة بياض الثلج ") - خيار مفروم مع الزبادي والشبت والثوم والجوز غالبًا
- سلطة المخلل (أو تورسي ) – خضروات مخللة ، مثل الكرفس والفجل والقرنبيط والملفوف، تحظى بشعبية في فصل الشتاء؛ ومن بين الأنواع المختلفة سيلسكا تورشيا (مخلل ريفي) وتسارسكا تورشيا (مخلل ملكي)

### الصلصات والمخللات والمقبلات
- ليوتينيتسا - هريس الطماطم والفلفل الأحمر والجزر، غالبًا ما يقدم على الخبز ومغطى بالجبن الأبيض
- كيوبولو – باذنجان مشوي مع فلفل رومي مهروس مع البقدونس والثوم ومكونات أخرى.
- ليوتيكا – صلصة حارة يدخل في تكوينها الفلفل المشوي والطماطم والثوم والبصل والزيت النباتي
- صلصة بودلوشن أو صلصة الزبادي – زبادي مع الثوم والزيت والفلفل الحلو والملح وأحيانًا الشبت
- مقبلات كاتينو – مقبلات ساخنة مع لحم الخنزير المفروم والبصل والفطر مع الزبدة الطازجة والتوابل
- دروب بو سيلسكي – كبد مفروم مع البصل والفلفل
- إزيك في ماسلوا – لسان مقطع بالزبدة
- سيرين بانيه – قطع من الجبن الأبيض البلغاري المملح والمغطى بالبقسماط
- قشقوان بانيه – لقيمات قشقوان بالبقسماط
- بلح البحر بالزبدة – مع البصل والأعشاب الطازجة؛ تقليديا من سوزوبول

### المشويات
- الكفتة – كرات اللحم من لحم الخنزير المفروم، متبلة بالتوابل التقليدية ومُشكَّلة على شكل كرة مسطحة
- كبابشي – يشبه كرات اللحم، لكنه متبل بالكمون ومشكل على شكل عصا
- بارجولا - شريحة لحم الخنزير أو الضلع أو الخاصرة
- شيشيتا – قطع متبلة من الدجاج أو لحم الخنزير والخضروات
- كارناش – نوع من النقانق مع بهارات خاصة
- نادينيتسا – نوع من النقانق مع بهارات خاصة
- كرات اللحم المحشية – تاتارسكو كيوفتي
- كفتة نفروزنو.
- دجاج في الصحن
- شيفيرميه – يستخدم في الاحتفالات مثل حفلات الزفاف والتخرج وأعياد الميلاد؛ حيث يتم طهي حيوان كامل، تقليديًا خنزير، ولكن أيضًا دجاج أو لحم ضأن، ببطء على نار مفتوحة، ويتم تدويره يدويًا على سيخ خشبي لمدة تتراوح من 4 إلى 7 ساعات
- مشانا سكارا (طبق شواء مشكل) - يتكون من الكبابتشي والكفتة والشيشيتا والكارناش أو نادينيتسا
- خضروات مشوية – عادة ما تكون مقبلات أو طبق جانبي
- سمك مشوي (مياه مالحة أو مياه عذبة)

### الأطباق الرئيسية
- جيفتش
- اليخنة
- بلاكيا
- <i id="mwAcE">سارما</i>
- دروب سارما
- نبيذ أو تبسي أو كباب طاش
- قورمة
- كاباما
- <i id="mwAc0">ميش ماش</i> – طبق صيفي شهير مصنوع من الطماطم والفلفل والبصل والجبن الأبيض المملح والبيض والتوابل الطازجة
- بيلاف – أرز مع لحم مفروم أو خضروات أو بلح البحر
- المسقعة
- تشومليك
- ملين
- كوسا محشي
- بولني تشوشكي – الفلفل البلغاري المحشو
- بوريك الفلفل
- الفاصوليا المحمصة
- فاصوليا مع النقانق
- لحم الخنزير مع الأرز
- دجاج مشوي مع البطاطس
- لحم الخنزير مع الملفوف
- دجاج مع الملفوف
- بطاطس مشوية
- كباب دروسان
- أرز بالدجاج
- كرات اللحم التتارية
- كرات اللحم مع صلصة بيضاء
- كجوفيتا بو تشيربانسكي – كرات اللحم مع البطاطس؛ وصفة من تشيربان
- فطيرة اللحم "رولو ستيفاني"
- كرات البطاطس بالصلصة
- بيض على طريقة باناجيوريشته
- كوسة مقلية مع صلصة الزبادي
- دجاج في كاتمي – طبق شعبي في صنف "ثراكيان"
- سمك زلنيك – مع مخلل الملفوف والأرز
- سمك في المعجنات – عادة احتفالاً بالقديس نيكولاس
- سمك الشبوط المحشو أو سمك الشبوط نيكولدنسكي – مُعد لعيد القديس نيكولاس

### الخبز والمعجنات
- خبز البيتا
- خبز البيتا الحلو
- خبز البيتا مع اللحم – مع الفطر أو مع الطماطم والبصل
- البغاشة (خبز الطقوس المعتاد)
- <i id="mwAgg">كرافاي</i> (خبز الطقوس المعتاد)
- <i>الغلاش</i> (خبز طقسي عادي)
- بانيتسا – المعجنات الأكثر شعبية في بلغاريا مع عدد من الأصناف
- تيكفينيك – بانيتسا مع القرع
- زلنيك – بانيتسا مع جبن المحلول الملحي الأبيض والملفوف والسبانخ والكراث والبصل الأخضر والبقدونس أو الحميض
- بقلاوة
- ساراليا
- بارلينكي
- باتاتنيك
- كجمك
- بيال مازه
- توتمانيك
- ميلينكا
- السميط
- كوزوناك
- ميكيتسي – عجينة مقلية ومطحونة مصنوعة من الزبادي والبيض
- مارودنيتسي
- كاتمي – مجموعة متنوعة من الفطائر
- <i id="mwAj4">بالاشينكي</i> – مجموعة متنوعة من الكريب
- لانغيدي
- تيجانيتسي (على غرار ميكيتسي)
- دودنيك
- ببارة
- سولوفار
- Parjeni filii – "الخبز المحمص المقلي"
- كفليشكي مع المربى أو الجبن الأبيض
- سولينكي
- يوفكا
- ترينيتسا أو سكروب
- ترخانة

### منتجات الألبان

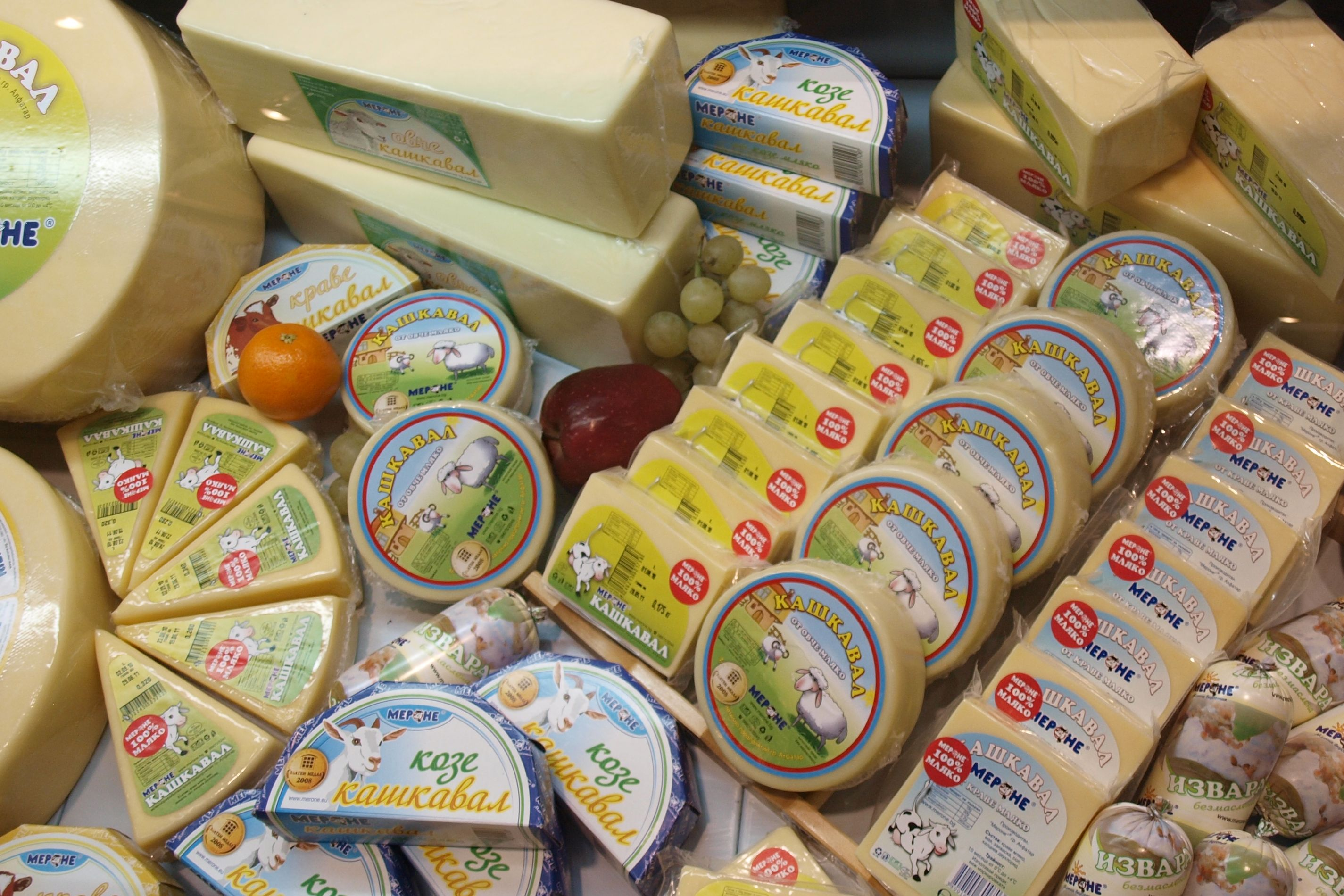
جبن قشقوان مفرغ من الهواء في متجر بلغاري

تتمتع بلغاريا بتقليد قوي في استخدام الحليب ومنتجات الألبان . كما أن بلغاريا لديها سلالة من البكتيريا تحمل نفس الاسم، والتي تستخدم في صنع العديد من أنواع الجبن والأطعمة المخمرة والتي تمنحها نكهة مميزة.
- سيريني – جبن أبيض طري ومالح يظهر في العديد من الأطباق البلغارية
- قشقوان – جبن أصفر صلب، يستخدم غالبًا في المقبلات؛ قشقوان فيتوشا مصنوع من حليب البقر، بينما قشقوان بلقان مصنوع من حليب الأغنام
- كيسيلو ملياكو ( تترجم حرفيا. الحليب الحامض ) - زبادي بلغاري، تم إنتاجه باستخدام ؛ يستخدم في العديد من الأطباق البلغارية
- سميتانا – كريمة حامضة
- إزفارا - الجبن ، الكوارك
- كاتاك – منتج تقليدي يشبه اللبن المخمر/الزبادي

### حلويات

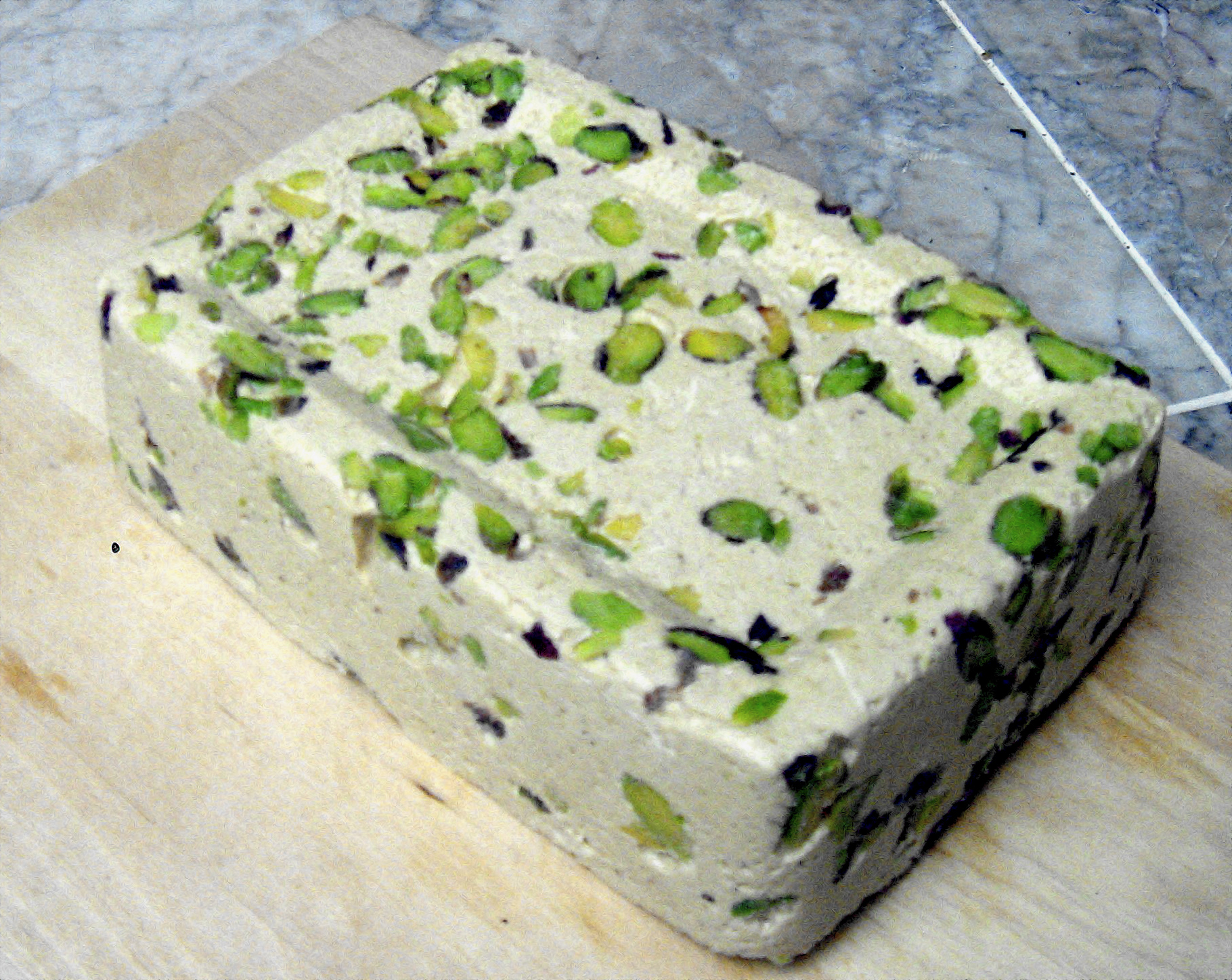
حلاوة طحينية بالفستق

اسم الحلاوة يستخدم في العديد من الأصناف ذات الصلة بالحلويات الشرق أوسطية. طحانأو الحلاوة الطحينية هو الإصدار الأكثر شعبية، ومتوفر في نوعين مختلفين مع عباد الشمس وبذور السمسم . تقليديا، تعتبر منطقتي يابلانيتسا وهاسكوفو من المناطق المشهورة بتصنيع الحلاوة الطحينية.
- حلوى اليقطين
- بقلاوة
- كنافة
- البسبوسة
- البهتي بالزبادي
- تولومبي - - كعك معجنات الشو المقلية المنقوعة في القطر الذي عادة ما يكون مصنوعًا من العسل.
- كعك الدراق أو يسمة براسكوفكي
- خبز الفاكهة.
- كيكة الكعك
- كعكة القرش
- القطمي مع المربى أو العسل أو الجبن (عادةً ما يضاف إليها الشوكولاتة اليوم)
- سكاليتشكي
- كعك كازانلاك دوناتس
- كازانلاك كورابي - كعكة تشبه المعجنات مغسولة بالبيض ومرشوش عليها السكر
- الكيك - يشبه الكعك الرخامي
- الكومبوت
- كوزوناك
- كورابيكي
- لوكوم
- ماسلينكي
- الأرز بالحليب
- أوشاف
- تورتة مع الكرز أو الكرز الحامض - تقليدياً من بوبوف دول
- تورتة بالفواكه المختلفة
- ططلي
- تيكفينيك

- Baked pumpkin with walnuts
- Kozunak as prepared in بلغاريا for Orthodox Easter
- كعكة جاراش

### التوابل والأعشاب
- مأكولات صيفية لذيذة ( شوبريتسا )
- النعناع ( دجودجن )
- شارينا سول
- ساماردالا

### المواد الغذائية الأساسية الأخرى
- عسل

## المشروبات البلغارية التقليدية

### خمر

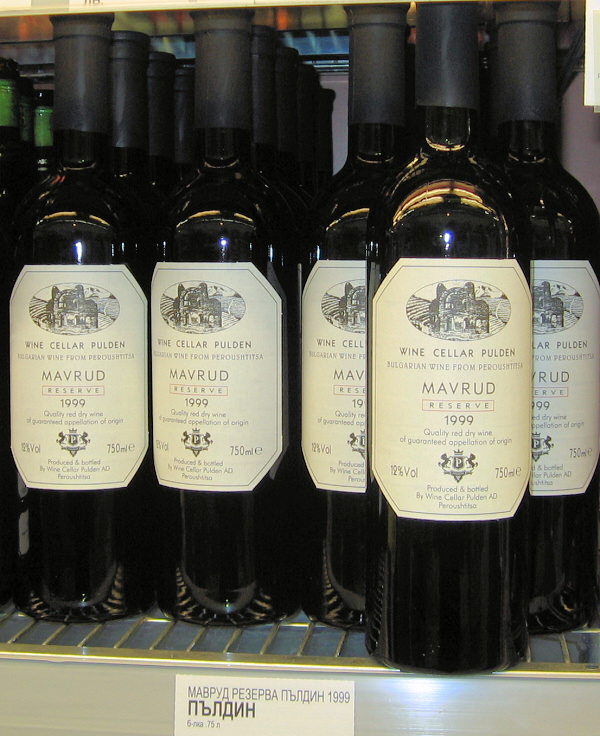
نبيذ بيرشتيتسا مافرود

- مافرود
- باميد
- جمزة
- نبيذ ميلنيك
- دمياط
- ميسكيت
- مسقط
- نوهان أو ليبا
- ديفاتشكا
- شيفكا
- روبين
- تاميانكا

### جعة

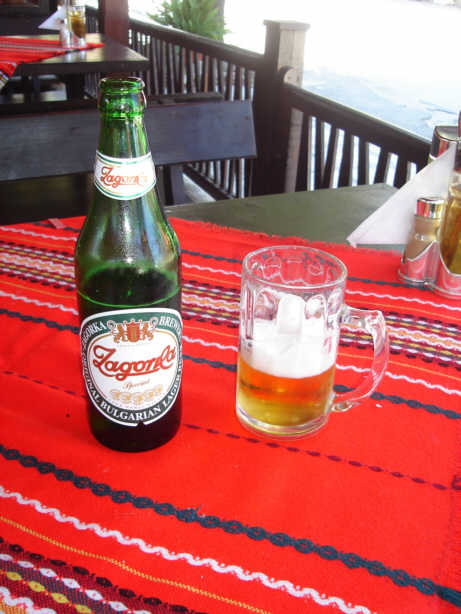
زجاجة زاغوركا في المهنا التقليدية

- أريانا
- أستيكا
- بوليفار
- بورغاس
- بريتوس
- كامينيتزا
- ليدينيكا
- لومسكو
- م م
- بيرينيس
- بليفين
- شومين
- ستوليتشنو
- زاغوريه

### المشروبات الكحولية المقطرة

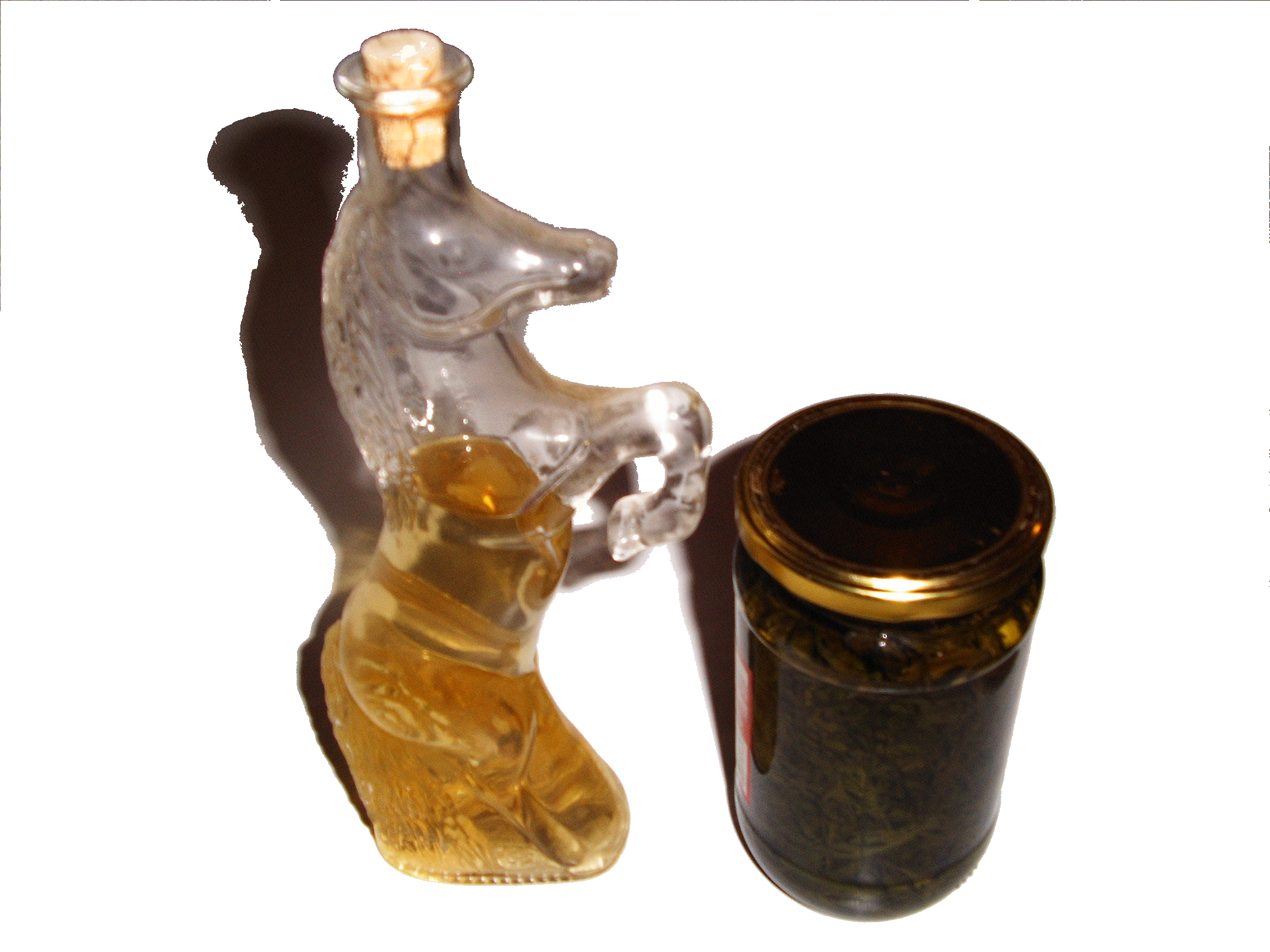
نبيذ بيلين هو مشروب كحولي مر يعتمد على الشيح

- راكيا
  - Slivovitsa
  - Gyulova rakia (rose rakia)
  - Muskat rakia
- Mastika
- Menta
- Pelin wine

### المشروبات المخمرة
- بوزا - الوصفات الأكثر شعبية هي من رادومير وليوبيميتس
- عيران (أو أيريان ) – مشروب بارد يعتمد على الزبادي
- ماتينيتسا – اللبن الرائب البلغاري

### المشروبات الساخنة
- الشاي - يتم تحضيره عادة باستخدام عشبة واحدة أو أكثر أو وردة أو فواكه
- راكيا جراينا ( راكيا مسلوقة) – مشروب كحولي شتوي
- جريانو فينو ( نبيذ مدفأ ) – مشروب كحولي شتوي

## ملحوظات
1. ↑  Еconomic.bg (12 Sep 2017). "История на традиционната българска кухня". Еconomic.bg (بالبلغارية). Retrieved 2023-10-24.
2. ↑  Stefan Detchev, "From Istanbul to Sarajevo via Belgrade—A Bulgarian Cookbook of 1874", دُوِي:10.1163/9789004367548_015 in Earthly Delights: Economies and Cultures of Food in Ottoman and Danubian Europe, c. 1500–1900, 2018, Balkan Studies Library 23, (ردمك 978-90-04-36754-8), p. 396
3. ↑  Iskra Velinova, "The Pleasures of Being Global: Cultural Consumption of Pizza and Sushi in a Bulgarian City", Approaching Consumer Culture, دُوِي:10.1007/978-3-030-00226-8_8, p. 190
4. ↑  Culinary Cultures of Europe, (ردمك 9789287157447), p. 98
5. ↑   A considerable number of dishes belonging to the "Bulgarian" cuisine are in fact borrowed from the Ottomans. Turkish cuisine forms the core of Balkan cuisine. For more see: Evgenia Krăsteva-Blagoeva, Tasting the Balkans: Food and Identity in Region, Regional Identity and Regionalism in Southeastern Europe, Part 2, Ethnologia Balkanica, Editors	Klaus Roth, Ulf Brunnbauer, Lit Verlag, 2009, (ردمك 3643101074), p. 33.
6. ↑  "Bulgarians celebrate the art of 'true' homemade yoghurt". Timesofmalta.com. اطلع عليه بتاريخ 2017-10-18.
7. 1 2 3